# Joshua Pim
Dr. Joshua Francis Pim F.R.C.S.I (20. maj 1869 i Bray, County Wicklow, Irland – 15. april 1942 i Killiney, Dublin, Irland) var en irsk læge og tennisspiller. Han vandt herresingletitlen i Wimbledon to år i træk i 1893 og 1894, og sammen med Frank Stoker vandt han Wimbledons herredoubletitel to gange, i 1890 og 1893.
Joshua Pim, kaldt "Josh", blev født på adressen 1&2, Millward Terrace, Meath Road, Bray, County Wicklow.  Han havde en bror, William, og to søstre, Georgina og Susan. Han stammede fra den kvækerfamilie, som introducerede Pim’s No. 1 Cup. Han boede en overgang i Crosthwaite Park, Dun Laoghaire.
Efter han blev gift med sin kone, Robin, flyttede de til Killiney. De fik en søn og tre døtre.
Han studerede medicin på Royal College of Surgeons in Ireland og Royal College of Physicians i London, og han arbejdede som læge på St. Columcille's Hospital i Loughlinstown i 42 år. Han var en ivrig svømmer og golfspiller og medlem af Killiney Golf Club.
Dr. Pim døde i Secrora, hans hjem i Killiney, den 15. april 1942, 72 år gammel. 

## Tenniskarriere
Josh Pim var medlem af Lansdowne Lawn Tennis Club, på den tid kendt under navnet All Ireland Lawn Tennis Club, hvor han blev trænet af Thomas Burke. Han opnåede sine første triumfer i 1890, hvor han vandt herredoubletitlerne i både det irske mesterskab og i Wimbledon Championships sammen med dublineren, Frank Stoker. I single nåede han semifinalen i Wimbledon men tabte til Willoughby Hamilton fra Kildare. De følgende år, dvs. i 1891 og 1892 (hvor han led af tyfus), nåede han helt frem til titelkampen men tabte begge gange til den engelske spiller Wilfred Baddeley. I 1893 vendte han tilbage til Wimbledon og vandt både single- og doubletitlen. Ved Wimbledon Championships 1894 vandt han singletitlen igen. I 1895 spillede han fortrinsvis i Amerika frem for i England. I 1896 koncentrerede Pim sig som sin karriere som læge og blev det år Fellow of the Royal College of Surgeons.
Dr. Pim spillede landskampe for Irland mod England i 1892, 1893, 1894 og 1896.
Selvom Pim i 1902 for længst havde stoppet karrieren, blev han indkaldt til det britiske Davis Cup-hold, der skulle spille i USA. På trods af at han tabte 30 pund på seks uger, blev han hånet for at have taget for meget på i vægt. Han tabte begge sine kampe og lagde derefter ketcheren på hylden.